# مؤتمر بيبان
مؤتمر بيبان هو مؤتمر دولي سنوي يُقام في مدينة الرياض، عاصمة المملكة العربي السعودية. يعد المؤتمر الأبرز من نوعه في قطاع ريادة الأعمال لتوفير التربة الخصبة والبيئة الحسنة لرواد الأعمال السعوديين والدوليين والشركات الصغيرة والمتوسطة في السعودية، وهو من تنظيم الهيئة العامة للمنشآت الصغيرة والمتوسطة، وأقيمت آخر نسخة وهي العاشرة (بيبان 24) في واجهة الرياض للمعارض والمؤتمرات بتاريخ 5 إلى 9 من شهر نوفمبر لعام 2024م. الاسم "بيبان" هو جمع لكلمة باب ويضاف له أخر رقمين من السنة الميلادية ليوضح سنة الإقامة، ويحتوي المعرض على 9 أبواب تحت شعار «وجهة عالمية للفرص» ويعتبر من أهم الأدوات لتحقيق رؤية 2030، وتناول المؤتمر في نسخته العاشرة أكثر من 250 متحدثًا دوليًا ومحليًا موضوعات تتعلق بريادة الأعمال، والتجارة الإلكترونية والامتياز التجاري والفرص الاستثمارية والشركات الناشئة والابتكار، كما يقدم ورش العمل والدورات وجلسات الاستشارات والإرشاد والبرامج المتخصصة؛ لرفع كفاءة المنشآت وتعزيز فعالية أعمالها ومساهمتها في الناتج المحلي.

## بيبان المؤتمر
للملتقى 9 أبواب وهي:
1. باب التمكين.
2. باب المنشآت متسارعة النمو.
3. باب التمويل والاستثمار.
4. باب الشركات الناشئة.
5. باب الابتكار.
6. باب التجارة الإلكترونية.
7. باب الامتياز التجاري.
8. باب التسوق.
9. باب الانطلاقة.

ويحتوي المؤتمر على قسم لا يحسب ضمن الأبواب وهو قسم مركز دعم المنشآت.

## إحصائيات
وصل عدد زوار المؤتمر في نسخته العاشرة (بيبان 24) إلى أكثر من 182 ألف زائر، واتفاقياتٍ وإطلاقات تجاوزت الـ 35.4 مليار ريال سعودي، بمشاركة أكثر من 1350 شركة ناشئة من 72 دولة، وحضور ما يزيد عن 5000 شخص للجلسات الاستشارية والإرشاد مع وجود 420 ورشة.